# Ун-А-Тай, Д’Фарао
Д’Фарао Мискваатез Лешер Маккей Ун-А-Тай (более известный просто как Д’Фарао Ун-А-Тай; англ. D'Pharaoh Miskwaatez Loescher McKay Woon-A-Tai; ᐊᓂᐦᔑᓂᓐ ᒪᐦᑳᔾ; Пустой шаблон {{ВД-Преамбула}} ) — канадский актёр, известный исполнением главной роли в сериале «Псы резервации», спродюсированном новозеландским кинематографистом Тайка Вайтити, за которую получил несколько кинопремий и номинаций на премии.

## Биография
Д’Фарао родился 19 сентября 2001 года в Торонто в полиэтнической семье. Его дедом по материнской линии является известный в Канаде сенсей каратэ сётокан Фрэнк Ун-А-Тай (en:Frank Woon-A-Tai; род. 1950), афрокитайский выходец из Гайаны (Южная Америка). Дед по отцовской линии, доктор Алекс Маккей (1945—2019), являлся преподавателем своего родного языка анишинаабе (оджибве) на факультете изучения коренных народов Университета Торонто. Помимо индейских, китайских и африканских Д’Фарао имеет немецкие корни.
Д’Фарао и пятеро его братьев и сестёр выросли в Торонто, регулярно навещая своих родственников по отцовской линии в резервации Kitchenuhmaykoosib Inninuwug (ᑭᐦᒋᓇᒣᑯᐦᓯᑊ ᐃᓂᓂᐧᐊᐠ) на северо-западе провинции Онтарио. Посещал школу имени Нельсона Манделы в родном Торонто.
В 2018 году Д’Фарао Ун-А-Тай получил свою первую роль в телесериале, а в 2020 году — первую роль в кино.
В 2021 году новозеландец маорийско-русско-еврейского происхождения Тайка Вайтити (Тайка Дэвид Коэн) приступил к работе над телесериалом о жизни индейцев (коренных американцев) в резервации в штате Оклахома в США. На главную роль в этом телепроекте был приглашён канадец Д’Фарао Ун-А-Тай, который сохранил свою главную роль на протяжении трёх вышедших сезонов.
В 2023 году он появился вместе с Финном Вулфхардом в фильме «Hell of a Summer», и в том же году сыграл одну из главных ролей в инди-триллере «Only the Good Survive».
С 2021 года Д’Фарао Ун-А-Тай состоит в отношениях с девушкой-моделью и активисткой в сфере борьбы с изменением климата защиты прав коренных американцев Куанной Чейзингхорс (en:Quannah Chasinghorse; род. 2002), навахо и лакота по происхождению.